# Робертув
Робертув (пол. Robertów) — село в Польщі, у гміні Пацина Ґостинінського повіту Мазовецького воєводства.
Населення — 150 осіб (2011).
У 1975-1998 роках село належало до Плоцького воєводства.

## Демографія
Демографічна структура станом на 31 березня 2011 року:
|          | Загалом | Допрацездатний вік | Працездатний вік | Постпрацездатний вік |
| -------- | ------- | ------------------ | ---------------- | -------------------- |
| Чоловіки | 79      | 17                 | 51               | 11                   |
| Жінки    | 71      | 11                 | 43               | 17                   |
| Разом    | 150     | 28                 | 94               | 28                   |